# Blue Danube Radio
Blue Danube Radio (anfangs Ö3 International) war ein vom ORF veranstalteter und bis Ende 1986 von der österreichischen Bundesregierung finanzierter österreichischer Hörfunksender mit Sitz in Wien. Er wurde im Sommer 1979 mit der Fertigstellung der UNO-City als lokales englischsprachiges Programm eingerichtet und sendete auf der UKW-Frequenz 102,5 MHz, wobei der Sender dem Namen an das Blue Danube Network der Besatzungszeit angelehnt war und das Musikprogramm schwerpunktmäßig Easy-Listening-orientiert war.
Der Sender wurde, wie zu dieser Zeit auch die ORF-Regionalradios, zunächst nur in Mono ausgestrahlt und war über UKW nur im Raum Wien zu empfangen. Im übrigen Bundesgebiet war Blue Danube in den Anfangsjahren nur via TV als Begleitton zum Testbild zugänglich. Anfangs wurde nur einige Stunden pro Tag ein eigenes Programm gesendet, die übrige Zeit wurde oft von Ö3 übernommen.
Einige der Sendungen waren:
- Continental Breakfast („Morning Show“)
- Soft Sound Café
- Casey Kasem’s Top 40 (Amerikanische Hitparade)
- Globetrotting With Gillespie (World-Music-Sendung mit Dana Gillespie)
- Passport (Sprachkurse Englisch, Französisch, Spanisch …)

Ab Mai 1992 war der Sender in ganz Österreich auf der vierten Hörfunk-Frequenzkette des ORF zu empfangen, wobei deren technische Reichweite seit 1997 nicht mehr ausgebaut wurde. Ab Anfang 1995 teilte sich Blue Danube Radio die Sendezeit mit FM4, bis es im Februar 2000 zugunsten dieses Senders völlig eingestellt wurde und manche Mitarbeiter zu FM4 wechselten.
Im Programm von FM4 sind jedoch immer noch einige Elemente wie etwa englischsprachige Nachrichten zu finden, etwa die Hälfte des Tages wird immer noch in englischer Sprache moderiert, da diese ORF-Senderkette nach wie vor laut Gesetz „vorwiegend fremdsprachig“ sein muss.
Leiterin war von Anfang bis Ende Tilia Herold. Andere Mitarbeiter waren zum Beispiel: Hal Rock, Stuart Freeman, Duncan Larkin, Julie McCarthy, Steve Crilley, Paul Catty, Paul Brennan, Julia Barnes, Joanna Bostock, Phil Tintner, Katya Adler, Angus Robertson, Kerry Skyring, Gennie Johnson, Steve Chaid, Jill Zobel, Paul Hollingdale (erster Moderator; 1938–2017).